# Панама на летних Олимпийских играх 1948
Панама принимала участие в Летних Олимпийских играх 1948 года в Лондоне (Великобритания) после двадцатилетнего перерыва, во второй раз за свою историю, и завоевала две бронзовые медали — первые в истории олимпийские медали Панамы. Сборная страны состояла из 1 спортсмена, который стартовал в двух видах программы и оба старта завершил с медалями.

## Медалисты
| Медаль | Спортсмен   | Вид спорта      | Дисциплина     |
| ------ | ----------- | --------------- | -------------- |
| Бронза | Ллойд ЛаБич | Лёгкая атлетика | Мужчины, 100 м |
| Бронза | Ллойд ЛаБич | Лёгкая атлетика | Мужчины, 200 м |

## Результаты

### Лёгкая атлетика
Мужчины
| Спортсмен   | Дисциплина | Первый раунд | Первый раунд | Четвертьфинал | Четвертьфинал | Полуфинал | Полуфинал | Финал | Финал |
| Спортсмен   | Дисциплина | Время        | Место        | Время         | Место         | Время     | Место     | Время | Место |
| ----------- | ---------- | ------------ | ------------ | ------------- | ------------- | --------- | --------- | ----- | ----- |
| Ллойд ЛаБич | 100 м      | 10.5         | 1            | 10.5          | 1             | 10.5      | 2         | 10.6  | 3     |
| Ллойд ЛаБич | 200 м      | 21.4         | 1            | 21.7          | 1             | 21.6      | 2         | 21.2  | 3     |